# Edrioasteroidea
Edrioasteroidea je vyhynulá třída ostnokožců, která se objevila v kambriu a přetrvala do permu. Edrioasteroidi se vyskytovali v mělkých vodách tehdejších oceánů. Řada edrioasteroidů se vyznačovala radiální pentagonální symetrií, avšak někteří raní zástupci ještě měli symetrii 2-1-2. V praxi to znamená, že ambulakrální soustava ještě neměla 5 stejně dlouhých kanálů jako u moderních ostnokožců, ale spíše 2 a 2 a jeden menší, jako je tomu např. u druhu Carneyella ulrichi (viz obrázek níže). Fosilie edrioasteroidů jsou sice převážně ploché, avšak předpokládá se, že jejich tělo mohlo být nějakým způsobem nafouklé. Hřbetní (spodní) strana edrioasteroidů byla přichycena k substrátu, horní (ústní) strana směřovala do vodního sloupce. Ústa byla uprostřed, řitní otvor hned pod ústy, tzn. na stejné tělní straně (srv. např. s hvězdicemi, které mají řitní otvor na opačné straně od úst). Většina edrioasteroidů měla skelet z vápnitých tělísek, podobně jako je tomu u moderních ostnokožců.
Nejstarší edrioasteroidi žili přichyceni na měkkému substrátu intertidálních oblastí. Tento měkký substrát v počátečních fázích kambria představovaly tzv. sinicové rohože, čili hluboké nánosy sinic, které byly široce rozšířeny ve všech oceánech. V průběhu kambria se však začaly objevovat nové organismy jako gastropodi a další býložraví živočichové, kteří tyto rohože začali spásat. To mělo za následek postupný, avšak nakonec většinový úbytek sinicových nánosů. Edrioasteroidům tedy nezbylo, než se přizpůsobit novému substrátu, nebo vymřít.
K výměně přichycujícího podkladu z měkkého na tvrdý došlo u edrioasteroidů v období Wuliuanu, což je páté období kambria datované do let 509 – ~504,5 mya. Nejstarší známý zástupce edrioasteroidů, který se začal přichycovat k tvrdému podkladu, je Totiglobus spencensis, jehož nalezená fosilie byla stále přichycena hřbetní stranou na ulitě hyolita. Za zmínku přitom stojí, že jeho blízký příbuzný Totiglobus nimius se stále přichycoval hřbetní stranou k měkkému podkladu. V době Wuliuanu došlo i k výměně funkčního mechanismu přichycení, který u měkkých substrátů představovala nějaká forma sukce. Od Drumianu (~504.5 – ~500,5 mya) u edrioasteroidů dominovalo přichycení k tvrdým podkladům. Jelikož život edrioasteroidů byl spjat k přichycením k substrátu, krmili se především pasivně, tzn. zachytávali potravu z vodního sloupce. Řada druhů již měla vyvinuty podie, čili trubičkovité výčnělky ambulakrální soustavy, které jim v lapání jídla patrně pomáhaly.

Vybraní zástupci
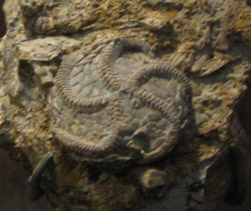
Foerstediscus splendens ze středního ordoviku
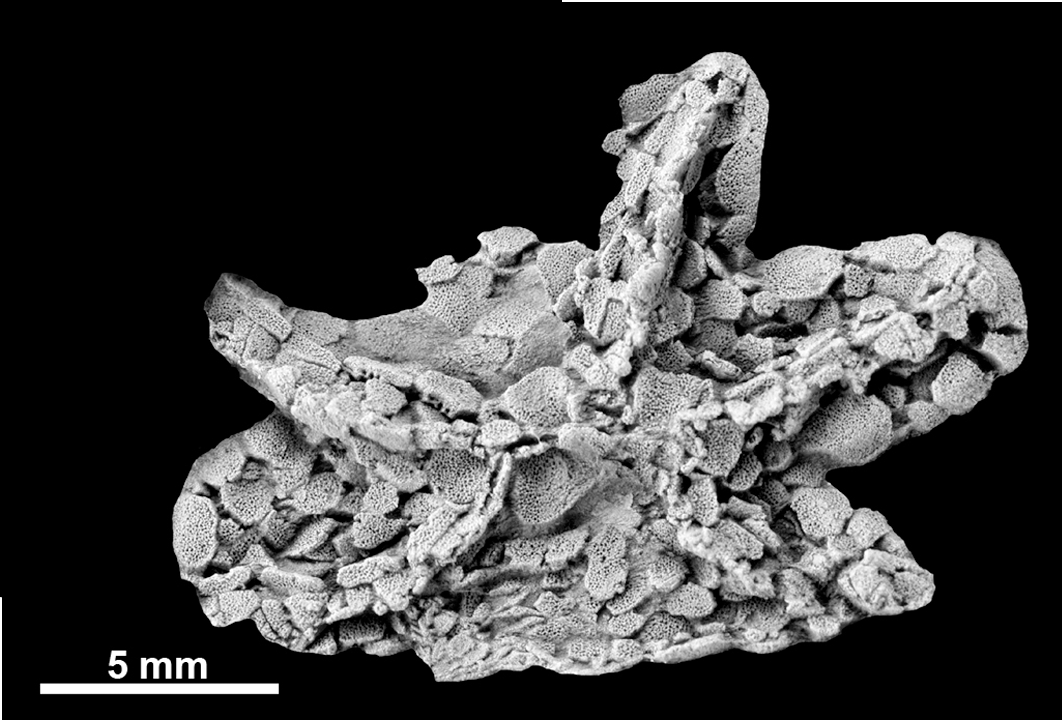
Edrioasteroid ze skupiny Stromatocystites
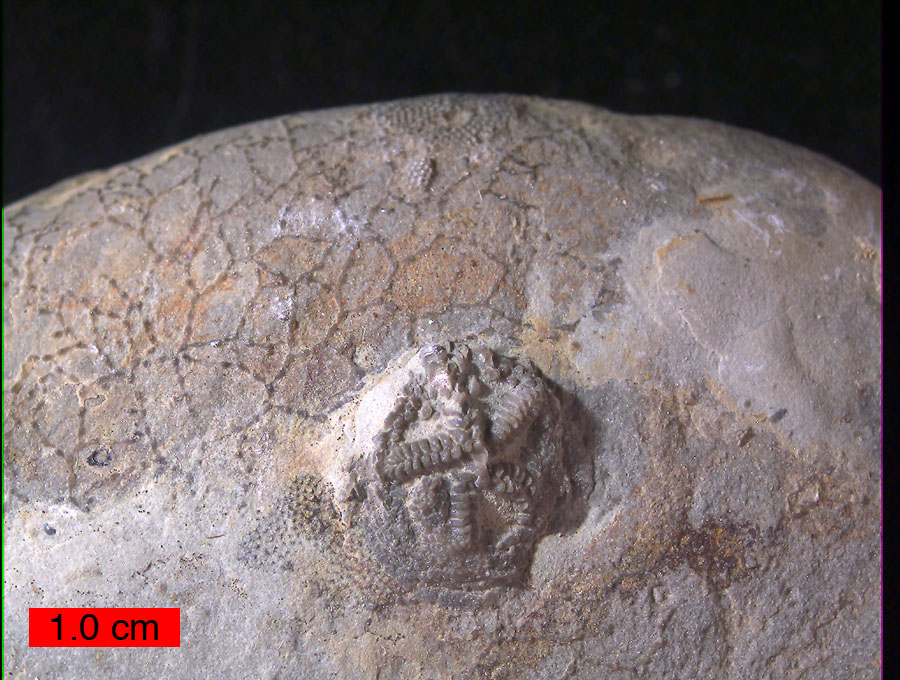
Cystaster stellatus z ordoviku
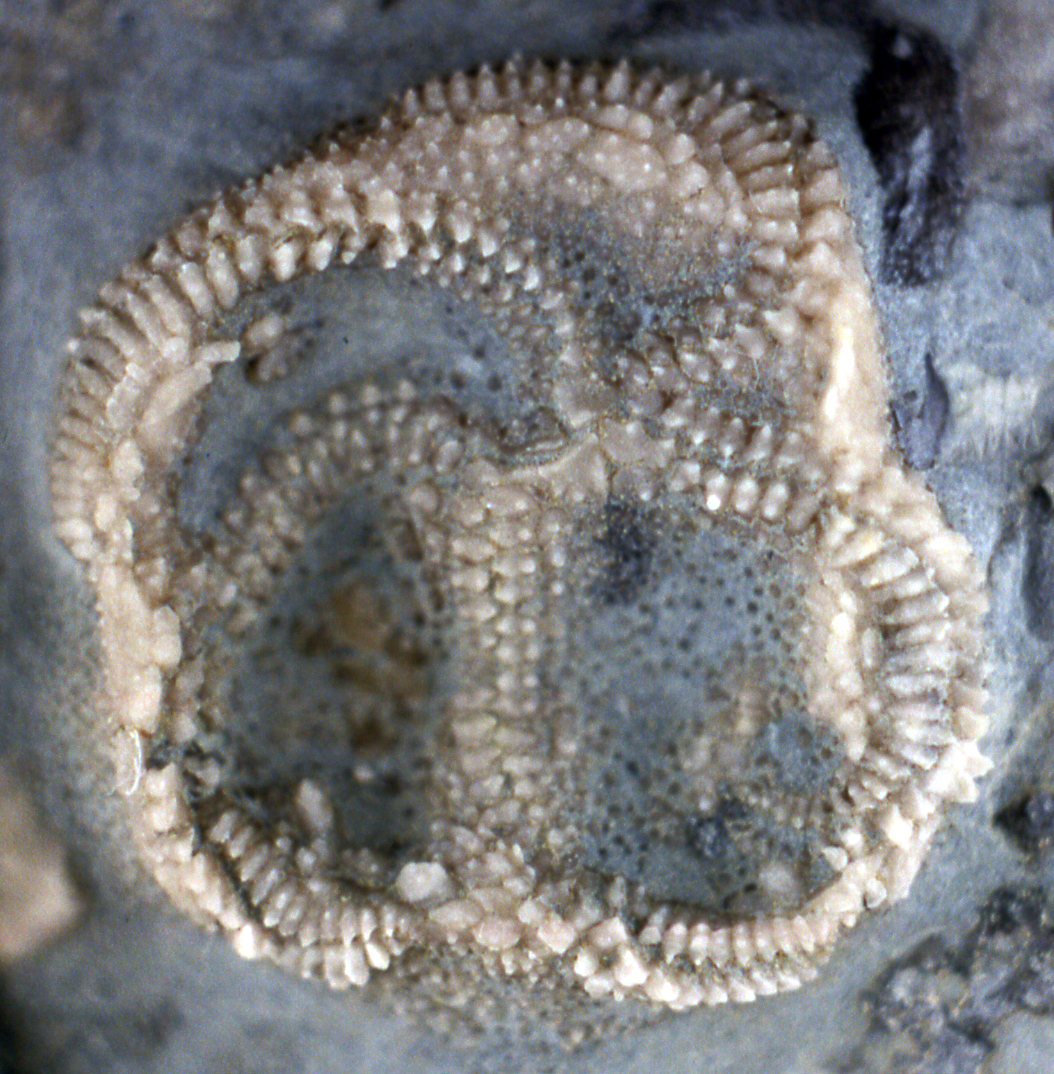
Carneyella ulrichi vykazující symetrii 2-1-2
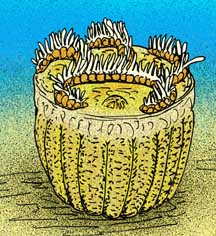
Umělecká představa edrioasteroida z rodu Camptostroma